# Terremoti in India
Il subcontinente indiano ha una storia caratterizzata da terremoti frequenti. Spesso si tratta di eventi sismici di forte intensità, dovuti alla spinta della placca indiana contro quella eurasiatica a circa 47 mm/anno. Di seguito una lista dei maggiori terremoti che hanno colpito l'India.
| Data              | Epicentro             | Magnitudo  | MCS  | Morti              | Feriti        | Danni o altre informazioni                            | Note  |
| ----------------- | --------------------- | ---------- | ---- | ------------------ | ------------- | ----------------------------------------------------- | ----- |
| 26 maggio 1618    | Mumbai                |            | IX   | 20.000             |               | Gravi danni                                           |       |
| 16 giugno 1819    | Gujarat               | 7.7-8.2 Mw | XI   | >1.543             |               | Formazione di una piccola dorsale chiamata Allah Bund |       |
| 6 giugno 1828     | Srinagar              | 6.0 M      |      | 1.000              |               | Gravi danni                                           | [ 3 ] |
| 1º aprile 1843    | Altopiano del Deccan  |            |      |                    |               | Danni moderati                                        |       |
| 19 giugno 1845    | Rann di Kutch         | 6.3 Ms     | VIII | Alcuni             |               | Danni limitati                                        |       |
| 10 gennaio 1869   | Distretto di Cachar   | 7.4 Mw     | VII  | 2                  |               | Gravi danni                                           |       |
| 31 dicembre 1881  | Isole Nicobare        | 7.9 Mw     | VII  |                    |               |                                                       |       |
| 30 maggio 1885    | Srinagar              |            |      | 3.000              |               | Danni estremi                                         |       |
| 6 giugno 1885     | Kashmir               |            |      |                    |               | Gravi danni                                           |       |
| 12 giugno 1897    | Altopiano di Shillong | 8.0-8.3 Mw | X    | 1.542              |               |                                                       |       |
| 4 aprile 1905     | Kangra                | 7.8 Ms     |      | >20.000            |               |                                                       |       |
| 26 giugno 1941    | Isole Andamane        | 7.8-8.1 Mw |      | 8.000              |               | Tsunami                                               | [ 4 ] |
| 29 luglio 1947    | Confine Assam - Tibet | 7.3 Mw     |      |                    |               |                                                       |       |
| 15 agosto 1950    | Confine Assam - Tibet | 8.6 Mw     | XI   | 1.500-3.300        |               |                                                       |       |
| 21 luglio 1956    | Anjar                 | 7.8 Ms     | IX   | 115                | 224           |                                                       |       |
| 27 agosto 1960    | Tra Delhi e Gurgaon   | 4.8 Mw     |      | Numero sconosciuto |               | Danni moderati                                        | [ 5 ] |
| 2 settembre 1963  | Kashmir               | 5.3 Mw     |      | >100               | >500          | Danni moderati                                        | [ 6 ] |
| 27 giugno 1966    | Confine India - Nepal | 5.3 Ms     | VIII | 80                 | 100           | Gravi danni                                           |       |
| 15 agosto 1966    | Uttar Pradesh         | 5.6 Mw     | VII  | 15                 |               | Danni limitati                                        |       |
| 11 dicembre 1967  | Koynanagar            | 6.6 Mw     | VIII | 177-180            | 2.272         | $400.000                                              |       |
| 23 marzo 1970     | Distretto di Bharuch  | 5.4 Mb     |      | 26                 | 200           | Danni moderati                                        |       |
| 19 gennaio 1975   | Himachal Pradesh      | 6.8 Ms     | IX   | 47                 |               |                                                       |       |
| 20 gennaio 1982   | Gran Nicobar          | 6.3 Ms     |      |                    | Alcuni        | Danni moderati                                        |       |
| 30 dicembre 1984  | Distretto di Cachar   | 5.6 Mb     |      | 20                 | 100           | Danni importanti                                      |       |
| 26 aprile 1986    | Distretto di Kangra   | 5.3 Ms     |      | 6                  | 30            | Danni gravi                                           |       |
| 20 ottobre 1991   | Uttarkashi            | 6.8 Mw     | IX   | 768-2.000          | 1.383-1.800   |                                                       |       |
| 30 settembre 1993 | Latur                 | 6.2 Mw     | VIII | 9.748              | 30.000        |                                                       |       |
| 22 maggio 1997    | Jabalpur              | 5.8 Mw     | VIII | 38-56              | 1.000-1.500   | $37–143 milioni                                       |       |
| 21 novembre 1997  | Stato del Mizoram     | 6.1 Mw     |      | 23                 | 200           |                                                       |       |
| 29 marzo 1999     | Distretto di Chamoli  | 6.8 Mw     | VIII | ~103               |               |                                                       |       |
| 26 gennaio 2001   | Gujarat               | 7.7 Mw     | X    | 13.805–20.023      | ~166.800      |                                                       |       |
| 13 settembre 2002 | Isole Andamane        | 6.5 Mw     |      | 2                  |               | Tsunami                                               |       |
| 8 ottobre 2005    | Kashmir               | 7.6 Mw     | VIII | 86.000–87.351      | 69.000–75.266 |                                                       |       |
| 14 febbraio 2006  | Sikkim                | 5.3 Mw     | V    | 2                  | 2             | Frane e smottamenti                                   |       |
| 6 febbraio 2008   | Bengala Occidentale   | 4.3 Mb     |      | 1                  | 50            | Danni agli edifici                                    |       |
| 10 agosto 2009    | Isole Andamane        | 7.5 Mw     | VIII |                    |               | Allerta tsunami (poi ritirata)                        |       |
| 18 settembre 2011 | Sikkim                | 6.9 Mw     | VII  | >111               |               |                                                       |       |
| 1º maggio 2013    | Kashmir               | 5.7 Mw     |      | 3                  | 90            | $19.5 milioni                                         |       |
| 4 gennaio 2016    | Manipur               | 6.7 Mw     | VII  | 11                 | 200           |                                                       |       |
| 3 gennaio 2017    | Sikkim                | 5.7 Mw     | V    | 3                  | 8             |                                                       |       |
| 3 novembre 2023   | Distretto di Jajarkot | 5.7 Mw     | VIII | 157                | 375           | Danni agli edifici, tutte le vittime in Nepal         |       |